# Arthur H. Landis
Arthur Harold Landis (* 21. November 1917 in Birmingham, Alabama; † 27. Januar 1986 in Los Angeles, Kalifornien) war ein US-amerikanischer Schriftsteller.

## Leben
Landis wurde 1917 in Birmingham, Alabama als Sohn einer Familie von Vaudeville-Künstlern geboren. Den Großteil seiner Jugend verbrachte er in Redondo Beach, Kalifornien. Während der Great Depression zog Landis durch den Westen der Vereinigten Staaten und verdiente sich mit Gelegenheitsarbeiten.
Nach Ausbruch des spanischen Bürgerkrieges entschloss sich der damals 19-Jährige im April 1937 nach Spanien zu gehen und dort in den Internationalen Brigaden zu kämpfen. Dort diente er im Mackenzie-Papineau-Bataillon und nahm an der Schlacht von Teruel und der Aragonoffensive teil. Im Dezember 1938 kehrte er an Bord der Ausonia in die Vereinigten Staaten zurück.
Kurz nach seiner Rückkehr heiratete er und arbeitete in Rochester, Minnesota im Bekleidungsgeschäft des Vaters seiner Frau. Mit finanziellen Schwierigkeiten kämpfend zogen Landis und seiner Frau nach Mexiko-Stadt und ließen sich 1944 in Kalifornien nieder. Die Ehe wurde bald geschieden.
Mitte der 1950er Jahre begann Landis als Schriftsteller tätig zu werden. Des Weiteren engagierte er sich in den 1960er Jahren in der Anti-Vietnamkriegsbewegung. 1967 veröffentlichte er das Buch The Abraham Lincoln Brigade welches sich mit der gleichnamigen Einheit während des spanischen Bürgerkrieges befasst. 1972 veröffentlichte er mit Spain! The Unfinished Revolution sein zweites Buch über den spanischen Bürgerkrieg.
Neben diesen Büchern betätigte sich Landis als Fantasy- und Science-Fiction-Schriftsteller. So schrieb er beispielsweise für Coven 13, ein in den späten 1960ern erscheinendes Fantasymagazine, und veröffentlichte mehrere Bücher.
Landis starb im Januar 1986 in Los Angeles an Knochenkrebs. Postum wurde 1989 Death in the Olive Groves: American Volunteers in the Spanish Civil War veröffentlicht.

## Veröffentlichungen
- The Abraham Lincoln Brigade (1967)
- Spain! The Unfinished Revolution (1972)
- Camelot-Reihe
  - A World Called Camelot (1965)
  - Camelot in Orbit (1978)
  - The Magick of Camelot (1981)
- Home-To Avalon (1982)
- Death in the Olive Groves: American Volunteers in the Spanish Civil War (1989)